# Hydralazine
Hydralazine (apresoline) is een snelwerkend antihypertensivum die inwerkt op het gladde spierweefsel van de bloedvaten en gebruikt wordt om hypertensie (hoge bloeddruk) te behandelen. Het middel werkt als vaatverwijder (vasodilatatie) voornamelijk in slagaders en arteriolen op basis van verlagen van de perifere vaatweerstand. De bereikte bloeddrukverlaging is echter maar tijdelijk omdat de voor de nieren benodigde bloeddruk ten behoeve van natriurese door het lichaam wordt aangepast. Het middel wordt gebruikt als adjuvans bij de behandeling van hypertensie met andere antihypertensiva. Ook bij chronisch hartfalen dat onvoldoende reageert op digoxine, ACE-remmers en/of diuretica wordt het middel ingezet.
De stof is opgenomen in de lijst van essentiële geneesmiddelen van de WHO.